# Tiro ai Giochi della XXXIII Olimpiade - Pistola 10 metri aria compressa femminile
La gara di pistola 10 metri aria compressa femminile dei Giochi della XXXIII Olimpiade si è svolta il 27 e 29 luglio 2024 presso lo Shooting Centre di Châteauroux. Alla competizione hanno partecipato 45 tiratrici provenienti da 32 paesi.
La vincitrice della gara è stata la tiratrice sudcoreana Oh Ye-jin; accompagnata dalla connazionale Kim Ye-ji, per la medaglia d'argento, e dall'indiana Manu Bhaker per la medaglia di bronzo. Le tre atlete sono state premiate da William Frederick Blick, membro del Comitato Olimpico Internazionale, accompagnato da Kim Rhode, tre volte campionessa olimpica e vicepresidente dell'ISSF.

## Record
Prima della competizione, i record olimpici e mondiali erano i seguenti:
| Qualificazione  | Qualificazione       | Qualificazione | Qualificazione    | Qualificazione  |
| --------------- | -------------------- | -------------- | ----------------- | --------------- |
| Record mondiale | Jiang Ranxin         | 591            | Cairo, Egitto     | 15 ottobre 2022 |
| Record olimpico | Jiang Ranxin         | 587            | Tokyo, Giappone   | 25 luglio 2021  |
| Finale          |                      |                |                   |                 |
| Record mondiale | Zorana Arunovic      | 246,9          | Maribor, Slovenia | 11 marzo 2017   |
| Record olimpico | Vitalina Bacaraškina | 240,3          | Tokyo, Giappone   | 25 luglio 2021  |

## Programma
| Data           | Ora (CEST/UTC+1) | Turno          |
| -------------- | ---------------- | -------------- |
| 27 luglio 2024 | 12:30            | Qualificazioni |
| 28 luglio 2024 | 12:00            | Finale         |

## Risultati

### Qualificazioni
| Pos.              | Tiratrice             | Nazione       | 1             | 2             | 3             | 4             | 5              | 6              | Totale         | 10 interni     | Note           |
| ----------------- | --------------------- | ------------- | ------------- | ------------- | ------------- | ------------- | -------------- | -------------- | -------------- | -------------- | -------------- |
| 1                 | Veronika Major        | Ungheria      | 95            | 98            | 96            | 97            | 97             | 99             | 582            | 22             | Q              |
| 2                 | Oh Ye-jin             | Corea del Sud | 96            | 97            | 99            | 97            | 95             | 98             | 582            | 20             | Q              |
| 3                 | Manu Bhaker           | India         | 97            | 97            | 98            | 96            | 96             | 96             | 580            | 27             | Q              |
| 4                 | Trịnh Thu Vinh        | Vietnam       | 97            | 94            | 96            | 97            | 100            | 94             | 578            | 26             | Q              |
| 5                 | Kim Ye-ji             | Corea del Sud | 98            | 96            | 95            | 98            | 96             | 95             | 578            | 16             | Q              |
| 6                 | Li Xue                | Cina          | 99            | 97            | 99            | 95            | 93             | 94             | 577            | 23             | Q              |
| 7                 | Şevval İlayda Tarhan  | Turchia       | 97            | 98            | 97            | 97            | 93             | 95             | 577            | 15             | Q              |
| 8                 | Jiang Ranxin          | Cina          | 98            | 94            | 95            | 95            | 99             | 96             | 577            | 13             | Q              |
| 9                 | Elmira Karapetyan     | Armenia       | 94            | 98            | 93            | 97            | 98             | 96             | 576            | 14             |                |
| 10                | Zorana Arunović       | Serbia        | 96            | 96            | 95            | 96            | 96             | 96             | 575            | 19             |                |
| 11                | Irina Yunusmetova     | Kazakistan    | 93            | 96            | 95            | 96            | 98             | 96             | 574            | 19             |                |
| 12                | Hala El-Gohari        | Egitto        | 95            | 98            | 95            | 95            | 95             | 96             | 574            | 15             |                |
| 13                | Liu Heng-yu           | Taipei cinese | 97            | 97            | 95            | 96            | 97             | 91             | 573            | 20             |                |
| 14                | Klaudia Breś          | Polonia       | 95            | 95            | 95            | 95            | 96             | 97             | 573            | 14             |                |
| 15                | Rhythm Sangwan        | India         | 97            | 92            | 97            | 96            | 95             | 96             | 573            | 14             |                |
| 16                | Antoaneta Kostadinova | Bulgaria      | 95            | 94            | 99            | 97            | 94             | 94             | 573            | 14             |                |
| 17                | Alejandra Zavala      | Messico       | 95            | 96            | 92            | 97            | 96             | 97             | 573            | 13             |                |
| 18                | Camille Jedrzejewski  | Francia       | 94            | 95            | 94            | 97            | 96             | 97             | 573            | 12             |                |
| 19                | Olena Kostevyč        | Ucraina       | 94            | 95            | 97            | 96            | 96             | 94             | 572            | 19             |                |
| 20                | Doreen Vennekamp      | Germania      | 94            | 97            | 96            | 95            | 93             | 97             | 572            | 12             |                |
| 21                | Tanyaporn Prucksakorn | Thailandia    | 93            | 96            | 94            | 100           | 96             | 92             | 571            | 19             |                |
| 22                | Hanieh Rostamian      | Iran          | 92            | 96            | 95            | 97            | 97             | 94             | 571            | 16             |                |
| 23                | Agate Rašmane         | Lettonia      | 94            | 94            | 95            | 95            | 95             | 97             | 570            | 16             |                |
| 24                | Katelyn Abeln         | Stati Uniti   | 97            | 94            | 95            | 94            | 94             | 96             | 570            | 16             |                |
| 25                | Alexis Lagan          | Stati Uniti   | 95            | 96            | 93            | 93            | 96             | 97             | 570            | 15             |                |
| 26                | Andrea Pérez Peña     | Ecuador       | 96            | 96            | 94            | 95            | 97             | 91             | 569            | 16             |                |
| 27                | Sylvia Steiner        | Austria       | 94            | 95            | 97            | 93            | 94             | 96             | 569            | 14             |                |
| 28                | Anna Dulce            | Moldavia      | 96            | 92            | 96            | 97            | 93             | 95             | 569            | 10             |                |
| 29                | Christina Moschi      | Grecia        | 95            | 92            | 96            | 96            | 94             | 96             | 569            | 7              |                |
| 30                | Josefin Eder          | Germania      | 92            | 92            | 97            | 98            | 95             | 93             | 567            | 11             |                |
| 31                | Kishmala Talat        | Pakistan      | 93            | 97            | 94            | 93            | 95             | 95             | 567            | 10             |                |
| 32                | Teh Xiu Hong          | Singapore     | 91            | 91            | 98            | 97            | 95             | 95             | 567            | 8              |                |
| 33                | Sára Ráhel Fábián     | Ungheria      | 97            | 90            | 95            | 97            | 93             | 94             | 566            | 14             |                |
| 34                | Olfa Charni           | Tunisia       | 90            | 90            | 97            | 95            | 97             | 96             | 565            | 10             |                |
| 35                | Yu Ai-wen             | Taipei cinese | 93            | 96            | 94            | 94            | 93             | 94             | 564            | 18             |                |
| 36                | Kamonlak Saencha      | Thailandia    | 91            | 93            | 91            | 95            | 96             | 98             | 564            | 14             |                |
| 37                | Elena Galiabovitch    | Australia     | 93            | 95            | 95            | 95            | 92             | 94             | 564            | 12             |                |
| 38                | Nino Salukvadze       | Georgia       | 92            | 95            | 95            | 92            | 94             | 94             | 562            | 9              |                |
| 39                | Laina Pérez           | Cuba          | 94            | 95            | 90            | 90            | 96             | 95             | 560            | 13             |                |
| 40                | Yasameen Al-Raimi     | Yemen         | 91            | 92            | 93            | 95            | 96             | 92             | 559            | 9              |                |
| 41                | Diana Durango         | Ecuador       | 89            | 95            | 92            | 94            | 97             | 91             | 558            | 9              |                |
| 42                | Şimal Yılmaz          | Turchia       | 92            | 90            | 95            | 91            | 95             | 94             | 557            | 6              |                |
| 43                | Manjola Konini        | Albania       | 93            | 95            | 92            | 90            | 92             | 87             | 549            | 11             |                |
| 44                | Anna Korakaki         | Grecia        | 90            | 93            | 94            | 27            | Did not finish | Did not finish | Did not finish | Did not finish | Did not finish |
|                   | Nour Abbas Mohammed   | Egitto        | Did not start | Did not start | Did not start | Did not start | Did not start  | Did not start  | Did not start  | Did not start  | Did not start  |
| Report ufficiale: |                       |               |               |               |               |               |                |                |                |                |                |

### Finale
| Pos.              | Tiratrice            | Natione       | 1    | 2    | 3    | 4    | 5    | 6    | 7    | 8    | 9    | Totale | Note            |
| ----------------- | -------------------- | ------------- | ---- | ---- | ---- | ---- | ---- | ---- | ---- | ---- | ---- | ------ | --------------- |
|                   | Oh Ye-jin            | Corea del Sud | 52.2 | 49.5 | 18.7 | 21.1 | 20.2 | 20.8 | 20.0 | 20.1 | 20.6 | 243.2  | Record olimpico |
|                   | Kim Ye-ji            | Corea del Sud | 49.7 | 51.8 | 20.3 | 20.1 | 19.9 | 19.9 | 20.2 | 19.9 | 19.5 | 241.3  |                 |
|                   | Manu Bhaker          | India         | 50.4 | 49.9 | 20.9 | 19.8 | 20.1 | 20.3 | 20.1 | 20.4 |      | 221.7  |                 |
| 4                 | Trịnh Thu Vinh       | Vietnam       | 49.3 | 50.1 | 20.8 | 20.6 | 19.1 | 18.9 | 19.8 |      |      | 198.6  |                 |
| 5                 | Li Xue               | Cina          | 49.0 | 48.6 | 20.6 | 20.2 | 18.5 | 21.3 |      |      |      | 178.2  |                 |
| 6                 | Jiang Ranxin         | Cina          | 46.5 | 49.7 | 20.2 | 19.6 | 20.5 |      |      |      |      | 156.5  |                 |
| 7                 | Şevval İlayda Tarhan | Turchia       | 47.9 | 49.4 | 20.1 | 18.2 |      |      |      |      |      | 135.6  |                 |
| 8                 | Veronika Major       | Ungheria      | 49.2 | 47.8 | 17.0 |      |      |      |      |      |      | 114.0  |                 |
| Report ufficiale: |                      |               |      |      |      |      |      |      |      |      |      |        |                 |